# Tatuaje
Tatuaje è un film del 1978 diretto da Bigas Luna.
Il soggetto del film è tratto dal romanzo Tatuaggio di Manuel Vázquez Montalbán.

## Trama
Su una spiaggia di Barcellona appare il corpo di un giovane uomo, con il volto mangiato dai pesci, con la seguente frase tatuata sul braccio:
Così inizia uno strano enigma e, per iniziare a decifrarlo, bisogna scoprire l'identità di questo morto. Questo è il compito che viene affidato a Pepe Carvalho, detective galiziano, ex agente della CIA, che però non perde l'occasione di godere dei piaceri che scaturiscono dalle donne e dal cibo. Tra la malavita di Barcellona e le vie dei canali di Amsterdam, Carvalho dà subito la risposta e riesce a svelare il mistero.